# Élections sénatoriales de 2023 dans le Morbihan
Les élections sénatoriales dans la Morbihan ont lieu le dimanche 24 septembre 2023. Elles ont pour but d'élire les sénateurs représentant le département au Sénat pour un mandat de six années.

## Contexte départemental
Lors des élections sénatoriales de 2017 dans la Morbihan, trois sénateurs ont été élus selon un mode de scrutin proportionnel : un ÉCOLO, Joël Labbé, une LR, Muriel Jourda et un UDI, Jacques Le Nay.
Depuis, tous les effectifs du collège électoral des grands électeurs ont été renouvelés, avec les élections législatives de 2022, les élections régionales de 2021, les élections départementales de 2021 et les élections municipales de 2020.

## Sénateurs sortants
| Sénateur | Sénateur       | Parti | Fonctions lors de l'élection en 2017                             |
| -------- | -------------- | ----- | ---------------------------------------------------------------- |
|          | Joël Labbé     |       | Sénateur sortant                                                 |
|          | Jacques Le Nay | UDI   | Maire de Plouay                                                  |
|          | Muriel Jourda  | LR    | Conseillère départementale, conseillère municipale de Port-Louis |

## Présentation des listes et des candidats
Les nouveaux représentants sont élus pour une législature de 6 ans au suffrage universel indirect par les grands électeurs du département. Dans le Morbihan, les sénateurs sont élus au scrutin proportionnel plurinominal. Leur nombre reste inchangé, trois sénateurs sont à élire et cinq candidats doivent être présentés sur la liste pour qu'elle soit validée. Chaque liste de candidats est obligatoirement paritaire et alterne entre les hommes et les femmes.

### Liste Union de la gauche conduite par Simon Uzenat
| N° | Candidats | Candidats         | Parti | Nuance | Principales fonctions                               |
| -- | --------- | ----------------- | ----- | ------ | --------------------------------------------------- |
| 01 |           | Simon Uzenat      | PS    | SOC    | Conseiller régional, conseiller municipal de Vannes |
| 02 |           | Pascale Gillet    | SE    | DVG    | Maire de Baud                                       |
| 03 |           | Philippe Jumeau   | PCF   | COM    | Adjoint au maire de Lanester                        |
|    |           |                   |       |        |                                                     |
| 04 |           | Sophie Gasnier    | SE    | DVG    | Adjointe au maire de Saint-Jacut-les-Pins           |
| 05 |           | Jean-Charles Lohé | SE    | DVG    | Maire de Locmalo                                    |

### Liste Divers droite conduite par Valère Charlery
| N° | Candidats | Candidats         | Parti | Nuance | Principales fonctions |
| -- | --------- | ----------------- | ----- | ------ | --------------------- |
| 01 |           | Valère Charlery   | DLF   | DLF    |                       |
| 02 |           | Valérie Oliviéro  | DLF   | DLF    |                       |
| 03 |           | Jean-Marc Hillion | DLF   | DLF    |                       |
|    |           |                   |       |        |                       |
| 04 |           | Julie Cuciniello  | DLF   | DLF    |                       |
| 05 |           | David Cabas       | DLF   | DLF    |                       |

### Liste Rassemblement national conduite par Florent de Kersauson
| N° | Candidats | Candidats            | Parti | Nuance | Principales fonctions              |
| -- | --------- | -------------------- | ----- | ------ | ---------------------------------- |
| 01 |           | Florent de Kersauson | RN    | RN     | Conseiller régional                |
| 02 |           | Aurélie Le Goff      | RN    | RN     | Conseillère régionale              |
| 03 |           | David Megel          | RN    | RN     | Conseiller municipal de Lanester   |
|    |           |                      |       |        |                                    |
| 04 |           | Christelle Maho      | RN    | RN     | Conseillère municipale de Lanester |
| 05 |           | Jean-Yves Le Saux    | RN    | RN     |                                    |

### Liste Divers droite conduite par Yves Bleunven
| N° | Candidats | Candidats                | Parti | Nuance | Principales fonctions                            |
| -- | --------- | ------------------------ | ----- | ------ | ------------------------------------------------ |
| 01 |           | Yves Bleunven            | SE    | DVD    | Conseiller régional, maire de Grand-Champ        |
| 02 |           | Armelle Nicolas          | SE    | DVD    | Conseillère régionale, maire d'Inzinzac-Lochrist |
| 03 |           | Bernard Le Breton        | SE    | DVD    | Maire de Radenac                                 |
|    |           |                          |       |        |                                                  |
| 04 |           | Gaëlle Stricot-Berthevas | SE    | DVD    | Maire de Saint-Abraham                           |
| 05 |           | Pascal Le Calvé          | SE    | DVD    | Maire de Landévant                               |

### Liste Divers gauche conduite par Thérèse Thiéry
| N° | Candidats | Candidats            | Parti | Nuance | Principales fonctions             |
| -- | --------- | -------------------- | ----- | ------ | --------------------------------- |
| 01 |           | Thérèse Thiéry       | SE    | DVG    | Ancienne maire de Lanester        |
| 02 |           | Patrice Le Penhuizic | SE    | DVG    | Maire de Lauzach                  |
| 03 |           | Isabelle Chabran     | EÉLV  | VEC    | Conseillère municipale de Sarzeau |
|    |           |                      |       |        |                                   |
| 04 |           | Guénaël Launay       | SE    | DVG    | Maire d'Augan                     |
| 05 |           | Corinne Rousseaux    | SE    | DVG    | Adjointe au maire de Ploërdut     |

### Liste La France insoumise conduite par Marie-Madeleine Doré-Lucas
| N° | Candidats | Candidats                  | Parti | Nuance | Principales fonctions                      |
| -- | --------- | -------------------------- | ----- | ------ | ------------------------------------------ |
| 01 |           | Marie-Madeleine Doré-Lucas | LFI   | FI     | Conseillère municipale de Pontivy          |
| 02 |           | Alain Barbier              | LFI   | FI     | Retraité, Plouharnel                       |
| 03 |           | Jackie Grenier-Trovel      | LFI   | FI     | Retraitée, Vannes                          |
|    |           |                            |       |        |                                            |
| 04 |           | Serge Buchet               | REV   | FI     | Conseiller municipal de Rochefort-en-Terre |
| 05 |           | Françoise Le Bail          | LFI   | FI     | Assistante commerciale, Lanester           |

### Liste Divers droite conduite par Muriel Jourda
| N° | Candidats | Candidats         | Parti | Nuance | Principales fonctions                                           |
| -- | --------- | ----------------- | ----- | ------ | --------------------------------------------------------------- |
| 01 |           | Muriel Jourda     | LR    | LR     | Sénatrice sortante, conseillère départementale                  |
| 02 |           | Patrick Le Diffon | LR    | LR     | Conseiller régional, maire de Ploërmel                          |
| 03 |           | Dominique Guégan  | LR    | LR     | Conseillère départementale, maire de Malguénac                  |
|    |           |                   |       |        |                                                                 |
| 04 |           | Fabrice Robelet   | LR    | LR     | Conseiller départemental, maire de Brech                        |
| 05 |           | Gaëlle Favennec   | LR    | LR     | Conseiller départemental, conseillère municipale de Monterblanc |

## Résultats
| Tête de liste                                     | Tête de liste              | Liste                         | Voix  | %     | Sièges | +/-           |
| ------------------------------------------------- | -------------------------- | ----------------------------- | ----- | ----- | ------ | ------------- |
|                                                   | Muriel Jourda              | Divers droite (LR)            | 589   | 31,23 | 1      |               |
| Union de la droite et du centre                   |                            |                               | 589   | 31,23 | 1      |               |
|                                                   | Yves Bleunven              | Divers droite                 | 485   | 25,72 | 1      | 1             |
| Pour un Morbihan dynamique, solidaire et durable  |                            |                               | 485   | 25,72 | 1      | 1             |
|                                                   | Simon Uzenat               | Union de la gauche (PS - PCF) | 360   | 19,09 | 1      | 1             |
| Morbihan, Territoires de liens                    |                            |                               | 360   | 19,09 | 1      | 1             |
|                                                   | Thérèse Thiéry             | Divers gauche (EÉLV)          | 296   | 15,69 | 0      | en stagnation |
| Morbihan Transitions solidaires                   |                            |                               | 296   | 15,69 | 0      | en stagnation |
|                                                   | Florent de Kersauson       | Rassemblement national        | 98    | 5,20  | 0      | en stagnation |
| Au service des communes pour défendre le Morbihan |                            |                               | 98    | 5,20  | 0      | en stagnation |
|                                                   | Marie-Madeleine Doré-Lucas | La France insoumise           | 46    | 2,44  | 0      | en stagnation |
| Morbihan Union populaire écologique et sociale    |                            |                               | 46    | 2,44  | 0      | en stagnation |
|                                                   | Valère Charlery            | Divers droite (DLF)           | 12    | 0,64  | 0      | en stagnation |
| La liste gaulliste Debout la France               |                            |                               | 12    | 0,64  | 0      | en stagnation |
|                                                   |                            |                               |       |       |        |               |
| Suffrages exprimés                                | Suffrages exprimés         | Suffrages exprimés            | 1 886 | 98,54 |        |               |
| Votes invalide                                    | Votes invalide             | Votes invalide                | 11    | 0,57  |        |               |
| Votes blancs                                      | Votes blancs               | Votes blancs                  | 17    | 0,89  |        |               |
| Total                                             | Total                      | Total                         | 1 914 | 100   | 3      | en stagnation |
| Abstentions                                       | Abstentions                | Abstentions                   | 23    | 1,19  |        |               |
| Inscrits / participation                          | Inscrits / participation   | Inscrits / participation      | 1 937 | 98,81 |        |               |